# Bolero (filme de 1934)
Bolero (Brasil: Bolero [carece de fontes?]) é um filme estadunidense de 1934, do gênero drama, dirigido por Wesley Ruggles. A produção tornou-se um dos grandes sucessos do ano, graças não só à perfeita alquimia entre a dupla central, George Raft e Carole Lombard, como também ao forte roteiro. Todavia, o filme contém um anacronismo ao mostrar o par central, logo após a Primeira Guerra, dançando ao som do Bolero de Maurice Ravel, que seria composto somente em 1928. Essa sequência, aliás, foi refilmada por Mitchell Leisen por sugestão de Carole.

## Sinopse
Raoul DeBaere é um arrogante dançarino do teatro de variedades na Paris de 1910, cuja maior ambição é ser o rei dos clubes noturnos da Europa. À procura da parceira ideal para atingir seus objetivos, Raoul conhece Helen, com quem faz um par de muito sucesso. Apesar da promessa de não misturarem sentimentos com trabalho, eles acabam por se apaixonar, mas Helen logo se desilude ao perceber que Raoul só tem olhos para a carreira.
Quando eclode a Grande Guerra, Raoul alista-se no Exército dos Estados Unidos, enquanto Helen casa-se com o Lord inglês Robert Coray. Findo o conflito, Raoul descobre-se com problemas no coração, o que o impediria de dançar novamente. Ainda assim, adquire um clube e volta a ensaiar, desta vez com Annette, que ele despedira anos atrás. Na festiva noite de abertura, Annette aparece bêbada, sem condições de acompanhá-lo, mas coincidentemente Helen e o marido estão na plateia. Ela e Raoul dançam o Bolero, porém o coração de Raoul falha e ele morre no palco.[carece de fontes?]

## Elenco
| Ator/Atriz       | Personagem           |
| ---------------- | -------------------- |
| George Raft      | Raoul DeBaere        |
| Carole Lombard   | Helen Hathaway       |
| Sally Rand       | Annette              |
| Frances Drake    | Leona                |
| William Frawley  | Mike, irmão de Raoul |
| Gertrude Michael | Lady D'Argon         |
| Ray Milland      | Lord Robert Coray    |
| Gloria Shea      | Sue                  |